# ماغنوس كارلسون
ماغنوس كارلسون (بالسويدية: Magnus Carlsson)‏ هو رسام رسوم متحركة ورسام كارتون ومخرج سويدي، ولد في 20 أبريل 1965 في غوتنبرغ في السويد.

## وصلات خارجية
- ماغنوس كارلسون على موقع IMDb (الإنجليزية)
- ماغنوس كارلسون على موقع ميوزك برينز (الإنجليزية)
- ماغنوس كارلسون على موقع أول موفي (الإنجليزية)
- ماغنوس كارلسون على موقع قاعدة بيانات الأفلام السويدية (السويدية)
- ماغنوس كارلسون على موقع ديسكوغز (الإنجليزية)
- ماغنوس كارلسون على موقع قاعدة بيانات الفيلم (الإنجليزية)
- ماغنوس كارلسون على موقع كينوبويسك (الروسية)